# Where We Belong (film)
Pour l’article homonyme, voir Where We Belong.
Pour plus de détails, voir Fiche technique et Distribution.
Where We Belong est un film suisse réalisé par Jacqueline Zünd et sorti en 2019.

## Fiche technique
- Titre : Where We Belong
- Réalisation : Jacqueline Zünd
- Scénario : Jacqueline Zünd
- Photographie : Nikolai von Graevenitz
- Musique : Thomas Kuratli
- Montage : Gion-Reto Killias
- Société de production : Real Film
- Pays d'origine :  Suisse
- Durée : 78 minutes
- Date de sortie : Allemagne - 9 février 2019[1]

## Distinctions

### Récompenses
- Best Film on Psychology au Festival international du film de Varsovie 2019[2]

### Sélections
- Berlinale 2019[3]
- Festival international du film de Locarno 2019[4]
- Visions du réel 2019[5]